# Szkoła Japońska w Warszawie
Szkoła Japońska w Warszawie (jap. ワルシャワ日本人学校 Warushawa Nihonjin Gakkō), pełna nazwa Szkoła Japońska przy Ambasadzie Japonii w Warszawie (jap. 在ポーランド日本国大使館付属ワルシャワ日本人学校 Zai Pōrando Nihonkoku Taishikan Fuzoku Warushawa Nihonjin Gakkō), ang. Japanese School at the Japanese Embassy in Warsaw, The Japanese School in Warsaw) – japońska placówka oświatowa w Warszawie. 
Są to całodniowe szkoły dla japońskich dzieci, których rodzice pracują m.in. w misjach dyplomatycznych, czy biznesie za granicą i po zakończeniu tam pracy powracają na stałe do Japonii. Szkoły oferują ten sam program nauczania, który jest stosowany w publicznych szkołach podstawowych i gimnazjach w Japonii.
Szkoła w Warszawie powstała w 1978 roku na bazie istniejącej uprzednio Szkoły Języka Japońskiego w Warszawie (日本語補習校, Nihongo Hoshūkō), z siedzibą w ówczesnym budynku Szkoły Amerykańskiej przy ul. Konstancińskiej 13 (1976–1978).
Działalność szkoły opiera się na filozofii japońskiej konstytucji i tamtejszym prawie oświatowym oraz podlega regulacjom Ministerstwa Edukacji, Kultury, Sportu, Nauki i Technologii (文部科学省, Monbu-kagaku-shō). Placówka składa się ze szkoły podstawowej (6 lat nauki) i gimnazjum (3 lata).

## Siedziba
Kolejno mieściła się: w budynku Szkoły Podstawowej Nr 75 przy ul. Niecałej 14 (1978–1984), ul. Miłobędzkiej 2 (1984–2001), obecnie przy ul. Kormoranów 7a (2001–).